# La Bamba (canção de 1958)
La Bamba é uma canção de grande sucesso mundial, interpretada em várias épocas, por diversos cantores, com vários arranjos musicais pop. Esta canção é oriunda de uma música folclórica mexicana acústica de mesmo nome. Sua primeira interpretação após a original estourou na voz do americano descendente de mexicanos, Ritchie Valens em 1958 (cuja história é contada no filme La Bamba), nos anos 60, fez muito sucesso com o americano Trini Lopez, nos anos 80 com os mexicanos Los Lobos, e nos anos 90 a canção ressurgiu nas paradas musicais na poderosa voz da cantora tejana Selena. La Bamba sempre foi interpretada em sua língua original, o espanhol. Atualmente, La Bamba faz parte do jogo Guitar Hero World Tour, interpretada pela banda Los Lobos. Em 2003, a cantora brasileira Maria Rita gravou em seu álbum de estreia, A Festa, inspirada em La Bamba, em português, escrita por Milton Nascimento, especialmente para ela.
A versão interpretada pela banda Los Lobos atingiu o topo da Billboard Hot 100, sendo, assim, uma das 7 canções em língua estrangeira a atingir o topo da Billboard Hot 100.

## Letra da canção
De acordo com o cantor essa letra mudava. Por exemplo, Ritchie Valens mudou o  verso "y otra cosita" por "pa' mí, pa' ti" (para mim, para ti). A banda de Punk Rock Rancid também fez uma versão de La Bamba, e ficou com um ritmo diferente das outras versões.
A música fez grande sucesso, iniciando no México e expandindo-se para o resto do mundo. Alguns críticos questionavam a informação passada pela letra da música.
José Feliciano fez uma versão com um ritmo diferente e as palavras finais da canção tradicional. Uma cantora popular, também fez sua própria versão de La Bamba, que tinham letras:

## Desempenho nas Paradas Musicais

### Versão deRitchie Valens
| Paradas Musicais (1958-1959)             | Desempenho |
| ---------------------------------------- | ---------- |
| UK Singles (The Official Charts Company) | 49         |
| Billboard Hot 100                        | 22         |

### Versão de Los Lobos
| Paradas Musicais (1987-1989)             | Desempenho |
| ---------------------------------------- | ---------- |
| (Media Control Charts)                   | 7          |
| (Kent Music Report)                      | 1          |
| (Ö3 Austria Top 40)                      | 3          |
| (Ultratop 50 Flanders)                   | 2          |
| Canada Top Singles (RPM)                 | 1          |
| (SNEP)                                   | 1          |
| (Media Control Charts)                   | 7          |
| (IRMA)                                   | 1          |
| (FIMI)                                   | 1          |
| (Dutch Top 40_                           | 2          |
| (Recorded Music NZ)                      | 1          |
| (VG-lista)                               | 4          |
| (AFYVE)                                  | 1          |
| (Sverigetopplistan)                      | 3          |
| (Schweizer Hitparade)                    | 1          |
| UK Singles (The Official Charts Company) | 1          |
| Billboard Hot 100                        | 1          |
| Billboard Country Songs                  | 57         |
| Billboard Adult Contemporary             | 4          |
| Billboard Latin Songs                    | 1          |
| Billboard Hot Mainstream Rock Tracks     | 11         |

## Prêmios, indicações e honrarias
- A versão do Los Lobos, dirigida por Sherman Halsey, venceu, em 1988, o MTV Video Music Award de Melhor Videoclipe de um Filme
- Na Lista das 500 melhores canções de todos os tempos da Revista Rolling Stone, elaborada em 2004, a canção aparece na 354a posição. Além disso é a única canção que não é cantada em inglês presente na lista.